# Hochleckenkogel
Le Hochleckenkogel est un sommet des Alpes, à 1 691 m d'altitude, dans le massif du Salzkammergut, et en particulier dans le chaînon du Höllengebirge, en Autriche (Land de Haute-Autriche).
Sue le flanc nord-est de la montagne, à 1 520 mètres d'altitude, s'ouvre la grande grotte du Hochlecken (de), cavité naturelle souterraine (numéro d'inventaire[Quoi ?] 1567/29).